# Tenapanor
Tenapanor, es vendido bajo la marca Ibsrela, y es un medicamento utilizado para tratar el síndrome del intestino irritable con estreñimiento .  Este medicamento se toma por vía oral. 
Los efectos secundarios de este medicamento  incluyen diarrea, hinchazón abdominal y mareos.  Se cree que el uso de este medicamento durante el embarazo y la lactancia es seguro.  Actúa bloqueando el intercambiador de sodio-protones NHE3 disminuyendo así la captación de sodio por los intestinos . 
Este medicamento fue aprobado para uso médico en los Estados Unidos en 2019.  A fecha de 2021, sin embargo, aún no se encuentra en farmacias. 